# Processo p
Inicialmente se pensou que o processo p fosse um processo de captura protônica que se dá durante as supernovas.  Então se entendeu que as densidades protônicas são demasiado pequenas e as abundâncias isotópicas não podem ser explicadas mediante esta reação.

## História
Quando o processo p foi originalmente proposto no famoso artigo B2FH em 1957, a física do processo em si não era entendida. Os autores acreditavam que a maioria dos núcleos atômicos mais pesados que o ferro, os quais são geralmente ricos em nêutrons, eram criados pelo processo s e pelo processo r, ambos mecanismos de criação de núcleos ricos em nêutrons através da captura de nêutrons. Entretanto, foi observado que alguns núcleos ricos em prótons não podiam ser produzidos pelos processos r e s (por exemplo 190Pt ou 168Yb). Esta simples observação sugeriu que deveria haver um processo para criar certos núcleos pesados ricos em prótons, e então ele foi chamado simplesmente de processo próton, ou processo p, para abreviar. É interessante se notar que o processo, como este é agora entendido, não tem relação com captura de prótons como o nome pode sugerir, e então não deve ser confundido com o processo rp, o qual envolve captura de prótons. Algumas vezes o processo rp é erroneamente relacionado ao processo s, devido à nomenclatura, por razões históricas, o que é levemente falacioso.

## Na atualidade
Atualmente se crê que as causas da abundância de isótopos de Z > 100 ricos em prótons são as reações de fotodesintegração. As reações relevantes são as ocasionadas pelos raios gama e nêutrons e os raios gama e partículas alfa. As temperaturas obtidas durante uma supernova oscilam entre 2·109 e 3·109 kelvin. A radiação de um corpo negro produz uma série de fótons que podem desintegrar os núcleos que originam os processos s e r, e por esta razão este processo é denominado processo γ.

## Contribuições
A contribuição do processo p às abundâncias isotópicas que podem dar-se também graças aos processos s e r é geralmente muito pequena. Entretanto, há isótopos "só p" que não se sintetizam mediante estes dois últimos processos (por exemplo, o 190Pt e o 168Yb).  Estes isótopos são muito raros se os comparmos com seus vizinhos.

## Observações adicionais
Em ocasiões ao término do "processo p" inclui também o processo rp (captura protônica rápida). O cenário para este processo não está determinado com precisão, mas se crê que uma estrela de nêutrons em um sistema binário, o qual está absorvendo matéria de uma estrela da sequência principal mediante um disco de acresção poderia ser um bom candidato. Durante as erupções de raios X, as temperaturas e as densidades protônicas são as adequadas para iniciar processos de captura protônica e sintetizar elementos ricos em prótons de até Z = 100.